# Katherine Choong
Katherine Choong (* 1. Januar 1992) ist eine Schweizer Sportkletterin. Sie ist die erste Schweizerin, die eine Route im Schwierigkeitsgrad 9a geklettert hat.

## Karriere

### Wettkampfkarriere
Choong begann 8-jährig bei einem Ausflug der Kinderturngruppe zu klettern. Daraufhin meldete sie sich im Kletterverein in Porrentruy an. Einige Jahre später wurde sie ins Schweizer Team aufgenommen. Sie gewann mehrere Medaillen in internationalen Jugend-Wettkämpfen. 2008 wurde sie Jugend-Vizeweltmeisterin und 2009 Jugend-Weltmeisterin.
Ihr erster internationaler Elite-Wettkampf war der Weltcup in Wien 2009. Sie erreichte den 37. Platz im Bouldern. 2013 wurde sie Schweizermeisterin im Lead. Ihr bestes Resultat im Weltcup ist der 7. Platz in Kranj 2018 im Lead. An den Kletterweltmeisterschaften 2018 in Innsbruck erreichte sie den 17. Platz im Lead. Ende 2021 entschied sie sich, das Schweizer Team zu verlassen, um sich auf das Klettern draussen am Fels zu fokussieren.

### Felsklettern
2018 gelang ihr die Begehung der 9a-Route Cabane au Canada in Rawyl. Sie ist damit die erste und bisher einzige Schweizer Frau, die eine Kletterroute im Grad 9a geklettert hat. Im Oktober 2019 durchkletterte sie mit Jungfrau Marathon eine weitere Route im Grad 9a.
Am 2. September 2024 gelang ihr die erste Frauenbegehung der Mehrseilroute Zahir (8b+) an den Wendenstöcken.

## Erfolge (Auswahl)
- Jungfrau Marathon 9a, Gimmelwald (Schweiz)
- Cabane au Canada 9a, Rawyl (Schweiz)
- E-Space Challenge 8c+, Précipice de Corbière (Frankreich)[7]
- Southern Smoke 8c+, Red River Gorge (USA)
- Mind Control 8c+, Oliana (Spanien)
- Nordic Plumber 8c, Flatanger (Norwegen)
- Tornado Power 8c, Gimmelwald (Schweiz)
- Van de Panique 8c, Salvan (Schweiz)
- Chinaclimb 8c, Yangshuo (China)
- Fisheye 8c, Oliana (Spanien)
- T1 Full Equip 8c, Oliana (Spanien)
- La Fabellita 8c, Santa Linya (Spanien)
- Stop Sika 8c, Rawyl (Schweiz)
- Madness 8a+ flash, Red River Gorge (USA)
- Mon Dieu 8a+ flash, Oliana (Spanien)
- Zahir 8b+ 300m, Wendenstöcke (Schweiz)